# Лауреаты Сталинской премии в области литературы и искусства (1947)
В 1947 году были названы лауреаты премии за 1946 год в Постановлении Совета Министров СССР «O присуждении Сталинских премий за выдающиеся работы в области искусства и литературы за 1946 год» (опубликовано в газете «Известия» 7 июня 1947 года).

## а. Музыка

### I. Крупные музыкально-сценические и вокальные произведения (опера, балет, оратория, кантата)
Первая степень — 100 000 рублей
1. Шебалин, Виссарион Яковлевич, профессор МГК имени П. И. Чайковского, — за кантату «Москва»

Вторая степень — 50 000 рублей
1. Мшвелидзе, Шалва Михайлович, профессор ТбГК, — за оперу «Сказание о Тариэле» (1946)

### II. Крупные инструментальные произведения
Первая степень — 100 000 рублей
1. Прокофьев, Сергей Сергеевич — за сонату для скрипки и фортепиано
2. Баланчивадзе, Андрей Мелитонович, профессор ТбГК, — за концерт для фортепиано с оркестром

Вторая степень — 50 000 рублей
1. Пейко, Николай Иванович — за симфонию № 1
2. Чулаки, Михаил Иванович, профессор ЛГК имени Н. А. Римского-Корсакова, — за симфонию № 2

### III. Произведения малых форм
Первая степень — 100 000 рублей
1. Василенко, Сергей Никифорович, профессор МГК имени П. И. Чайковского, — за балетную сюиту

Вторая степень — 50 000 рублей
1. Будашкин, Николай Павлович — за произведения для оркестра народных инструментов: «Русская рапсодия», «Фантазия на тему русской народной песни», музыкальная картинка «На ярмарке»
2. Соловьёв-Седой (Соловьёв) Василий Павлович — за песни «Пора в путь-дорогу…», «Давно мы дома не были…», «Едет парень на телеге…», «Стали ночи светлыми…»

### IV. Концертно-исполнительская деятельность
Первая степень — 100 000 рублей
1. Гольденвейзер, Александр Борисович, профессор МГК имени П. И. Чайковского, пианист

Вторая степень — 50 000 рублей
1. Эрнесакс Густав Густавович, руководитель и дирижёр хора Таллинской филармонии
2. Орлов, Дмитрий Николаевич, чтец

## б. Живопись
Первая степень — 100 000 рублей
1. Кукрыниксы — за иллюстрации к произведениям А. П. Чехова
2. Васильев Пётр Васильевич — за произведения графики, посвящённые жизни и деятельности В. И. Ленина

Вторая степень — 50 000 рублей
1. Дехтерёв, Борис Александрович — за иллюстрации к повести М. Горького «Детство»
2. Гапоненко, Тарас Гурьевич — за картину «После ухода немцев» (1943—1946)

## в. Скульптура
Первая степень — 100 000 рублей
1. Вучетич, Евгений Викторович — за памятник генерал-лейтенанту М. Г. Ефремову в Вязьме (1946)

Вторая степень — 50 000 рублей
1. Абдурахманов, Фуад Гасан оглы — за памятник Низами Гянджеви в Кировабаде (1946)
2. Микенас, Юозас Йокубович — за скульптурную группу «Победа» в Калининграде (1946)

## г. Театрально-драматическое искусство
Первая степень — 100 000 рублей
1. Охлопков, Николай Павлович, режиссёр, Самойлов, Евгений Валерианович, исполнитель роли Олега Кошевого, Карпова, Татьяна Михайловна, исполнительница роли Любови Шевцовой, Толмазов, Борис Никитич, исполнитель роли Сергея Тюленина, Свердлин, Лев Наумович, исполнитель роли А. А. Валько, Ханов, Александр Александрович, исполнитель роли Матвея Константиновича Шульги, — за спектакль «Молодая гвардия» А. А. Фадеева, поставленный на сцене МТД
2. Станицын (Гёзе) Виктор Яковлевич, режиссёр, Боголюбов, Николай Иванович, исполнитель роли генерал-полковника Кирилла Степановича Муравьёва, Чебан (Чебанов) Александр Иванович, исполнитель роли Владимира Викентьевича Виноградова, Тарасова, Алла Константиновна, исполнительница роли Лизы Mуравьёвой, Прудкин, Марк Исаакович, исполнитель роли генерал-лейтенанта Петра Михайловича Кривенко, Готовцев, Владимир Васильевич, исполнитель роли генерал-лейтенаната Ивана Анисимовича Пантелеева, Дорохин, Николай Иванович, исполнитель роли шофёра Минутки, Кудрявцев, Иван Михайлович, исполнитель роли лейтенанта Фёдорова, — за спектакль «Победители» Б. Ф. Чирскова, поставленный на сцене МХАТ имени М. Горького
3. Крушельницкий, Марьян Михайлович, режиссёр; Марьяненко, Иван Александрович, исполнитель главной роли, Сердюк, Александр Иванович, исполнитель роли Никиты, Бондаренко, Евгений Васильевич, исполнитель роли Свичкогаса; Косарев, Борис Васильевич, художник, — за спектакль «Ярослав Мудрый» И. А. Кочерги, поставленный на сцене ХГАУДТ имени Т. Г. Шевченко

Вторая степень — 50 000 рублей
1. Зубов, Константин Александрович, Цыганков, Вениамин Иванович, режиссёры; Пименов (Георгий) Юрий Иванович, художник; Анненков, Николай Александрович, исполнитель роли капитан-лейтенанта Бориса Ивановича Максимова, Гоголева, Елена Николаевна, исполнительница роли Елены Васильевны Гореловой, Царёв, Михаил Иванович, исполнитель роли капитан-лейтенанта Александра Ильича Боровского, Жаров, Михаил Иванович, исполнитель роли капитана 2 ранга Михаила Михайловича Харитонова, — за спектакль «За тех, кто в море!» Б. А. Лавренёва, поставленный на сцене ГАМТ
2. Кожич, Владимир Платонович, режиссёр; Симонов, Николай Константинович, исполнитель роли генерал-полковника Кирилла Степановича Муравьёва, Борисов, Александр Фёдорович, исполнитель роли старшины Степана, Толубеев, Юрий Владимирович, исполнитель роли генерал-лейтенанта Ивана Анисимовича Пантелеева, Жуковский, Борис Елисеевич, исполнитель роли генерал-лейтенанта Петра Михайловича Кривенко, Калинис, Константин Станиславович, исполнитель роли шофёра Минутки, — за спектакль «Победители» Б. Ф. Чирскова, поставленный на сцене ЛАТД имени А. С. Пушкина
3. Смильгис, Эдуард Янович, режиссёр, Скульме Отто Янович, художник, Приеде-Берзинь Лилия Давидовна, исполнительница роли Спидолы, Филипсон, Артур Юрьевич, исполнитель роли Лачпелиса, — за спектакль «Огонь и ночь» Я. Райниса, поставленный на сцене ЛХАДТ имени Я. Райниса
4. Даугуветис, Борис Францевич, постановщик; Рудзинскас Юозас Пранасович, исполнитель роли, Яцкевичуте, Галина Пранасовна, исполнительница роли Татьяны Бардиной, Радзявичюс, Альфонс Андреевич, исполнитель роли Николая Васильевича Скроботова, — за спектакль «Враги» М. Горького (1946), поставленный на сцене ЛитГАТД
5. Морщихин, Сергей Александрович, Микеладзе, Нина Михайловна, режиссёры; Родионова, Нина Алексеевна, исполнительница роли Зои Космодемьянской, — за спектакль «Сказка о правде» М. И. Алигер, поставленный на сцене ЛДТ имени Ленинского комсомола

## д. Оперное искусство
Первая степень — 100 000 рублей
1. Самосуд, Самуил Абрамович, дирижёр, Покровский, Борис Александрович, режиссёр, Лаврова, Татьяна Николаевна, исполнительница партии Наташи Ростовой, — за оперный спектакль «Война и мир» С. С. Прокофьева, поставленный на сцене ЛМАТОБ
2. Азмайпарашвили, Шалва Ильич, дирижёр, Цуцунава, Александр Ражденович, режиссёр, Андгуладзе, Давид Ясонович, исполнитель заглавной партии, Амиранашвили, Пётр Варламович, исполнитель партии Автандила, Сохадзе, Екатерина Тарасовна, исполнительница партии Нестан—Дареджан, Кобуладзе, Сергей Соломонович, художник, — за оперный спектакль «Сказание о Тариэле» М. Ш. Мшвелидзе, поставленный на сцене ГрАТОБ имени З. П. Палиашвили

Вторая степень — 50 000 рублей
1. Людмилин, Анатолий Алексеевич, дирижёр, Соковнин, Евгений Николаевич, режиссёр, Измайлова (Виссонова) Наталия Терентьевна, исполнительница партии Женщины-матери, Сильвестрова, Надежда Николаевна, исполнительница партии Натальи, — за оперный спектакль «Севастопольцы» М. В. Коваля, поставленный на сцене Молотовского АТОБ имени П. И. Чайковского
2. Калинина, Ольга Павловна, исполнительница партии Шемаханской царицы, Серебровский, Глеб Владимирович, исполнитель партии царя Дадона, Парилов, Николай Михайлович, художник, — за оперный спектакль «Золотой петушок» Н. А. Римского-Корсакова, поставленный на сцене САТОБ имени Н. Г. Чернышевского

## е. Балетное искусство
Первая степень — 100 000 рублей
1. Лавровский (Иванов) Леонид Михайлович, режиссёр, Уланова, Галина Сергеевна, исполнительница заглавной партии, Файер, Юрий Фёдорович, дирижёр, Вильямс, Пётр Владимирович, художник, — за балетный спектакль «Ромео и Джульетта» С. С. Прокофьева, поставленный на сцене ГАБТ
2. Вайнонен, Василий Иванович, балетмейстер; Лепешинская, Ольга Васильевна, Тихомирнова, Ирина Викторовна, Мессерер, Суламифь Михайловна, исполнительницы партии Жанны, Ермолаев, Алексей Николаевич, Мессерер, Асаф Михайлович, исполнители партии Филиппа, Головкина, Софья Николаевна, исполнительница партии Мирейль де Пуатье, — за балетный спектакль «Пламя Парижа» Б. В. Асафьева, поставленный на сцене ГАБТ

Вторая степень — 50 000 рублей
1. Сергеев, Константин Михайлович, режиссёр; Балабина, Фея Ивановна, балетмейстер; Дудинская, Наталия Михайловна, исполнительница заглавной партии, Вечеслова, Татьяна Михайловна, исполнительница партии Кривляки, Шелест, Алла Яковлевна, исполнительница партии Злюки, — за балетный спектакль «Золушка» С. С. Прокофьева, поставленный на сцене ЛАТОБ имени С. М. Кирова
2. Моисеев, Игорь Александрович — за постановку программы «Танцы славянских народов» в ГААНТ СССР

## ж. Художественная кинематография
Первая степень — 100 000 рублей
1. Чиаурели, Михаил Эдишерович, режиссёр; Павленко, Пётр Андреевич, сценарист; Косматов, Леонид Васильевич, оператор; Геловани, Михаил Георгиевич, исполнитель роли И. В. Сталина, Гиацинтова, Софья Владимировна, исполнительница роли Варвары Михайловны Петровой, Плотников, Николай Сергеевич, исполнитель роли дяди Ивана Михайловича Ермилова, Макарова, Тамара Фёдоровна, исполнительница роли Ксении, Набатов (Туровский) Илья Семёнович, исполнитель роли министра Ж. Бонне, — за кинокартину «Клятва» (1946), снятую на Тбилисской киностудии
2. Пудовкин, Всеволод Илларионович, режиссёр, Васильев, Дмитрий Иванович, сорежиссёр; Луковский, Игорь Владимирович, сценарист; Головня, Анатолий Дмитриевич, оператор; Крюков Николай Николаевич, композитор; Дикий, Алексей Денисович, исполнитель заглавной роли, Князев, Леонид Сергеевич, исполнитель роли матроса Кошки, Симонов, Рубен Николаевич, исполнитель роли Осман-паши, — за кинокартину «Адмирал Нахимов» (1946), снятую на киностудии «Мосфильм»
3. Птушко, Александр Лукич, режиссёр, Проворов, Фёдор Фёдорович, оператор, — за цветную кинокартину «Каменный цветок» (1946), снятую на киностудии «Мосфильм»

Вторая степень — 50 000 рублей
1. Арнштам, Лео Оскарович, режиссёр и сценарист; Шеленков, Александр Владимирович, оператор; Каплуновский, Владимир Павлович, художник; Чирков, Борис Петрович, исполнитель заглавной роли, Меркурьев, Василий Васильевич, исполнитель роли Ульяныча, Головко (Иванова) Кира Николаевна, исполнительница роли А. П. Керн, Серова, Валентина Васильевна, исполнительница роли Марии Петровны Глинки, — за кинокартину «Глинка» (1946), снятую на киностудии «Мосфильм»
2. Эйсымонт, Виктор Владиславович, режиссёр, Гребнер, Георгий Эдуардович, сценарист; Монастырский Бенцион (Борис) Савельевич, оператор; Ливанов, Борис Николаевич, исполнитель роли капитана 1 ранга В. Ф. Руднева, Зражевский, Александр Иванович, исполнитель роли командира канонерской лодки «Кореец» Г. П. Беляева, — за кинокартину «Крейсер „Варяг“» (1946), снятую на киностудии «Союздетфильм»

## з. Хроникально-документальная кинематография
Первая степень — 100 000 рублей
1. Юткевич, Сергей Иосифович, режиссёр; Доброницкий, Виктор Васильевич, Трояновский, Марк Антонович, Семёнов, Сергей Андреевич, операторы, — за цветную кинокартину «Молодость нашей страны» (1946)
2. Степанова, Лидия Ильинична, режиссёр; Школьников, Семён Семёнович, Томберг, Владимир Эрнестович, операторы, — за кинокартину «Советская Эстония» (1946)

Вторая степень — 50 000 рублей
1. Варламов, Леонид Васильевич, режиссёр; Муромцев, Виктор Николаевич (посмертно), Сологубов, Андрей Иванович, Ешурин, Владимир Семёнович, операторы, — за кинокартину «Югославия» (1946)
2. Кармен (Корнман) Роман Лазаревич, режиссёр, Штатланд, Виктор Александрович, Макасеев, Борис Константинович, операторы, — за кинокартину «Суд народов» (1946)

## и. Художественная проза
Первая степень — 100 000 рублей
1. Грин, Эльмар (Якимов Александр Васильевич) — за повесть «Ветер с юга» (1946)
2. Панова, Вера Фёдоровна — за повесть «Спутники» (1946)

Вторая степень — 50 000 рублей
1. Вершигора, Пётр Петрович — за книгу «Люди с чистой совестью» (1946)
2. Некрасов, Виктор Платонович — за повесть «В окопах Сталинграда» (1946)
3. Полевой (Кампов) Борис Николаевич — за книгу «Повесть о настоящем человеке» (1946)

## к. Поэзия
Первая степень — 100 000 рублей
1. Нерис, Саломея (Бачинскайте-Бучене; посмертно) — за сборник стихов «Мой край»
2. Чиковани, Симон Иванович — за поэму «Песнь о Давиде Гурамишвили» (1942—1946) и стихотворения «Гори», «Картлийские вечера», «Праздник победы», «Кто сказал»

Вторая степень — 50 000 рублей
1. Твардовский, Александр Трифонович — за поэму «Дом у дороги» (1946)
2. Бровка Петрусь (Пётр Устинович) — за поэмы «Хлеб» (1946) и «Думы про Москву», стихотворения «Брат и сестра», «Народное спасибо», «Если бы мне быть…», «Встреча»
3. Малышко, Андрей Самойлович — за поэму «Прометей» (1946) и сборник стихов «Лирика» (1946)

## л. Драматургия
Первая степень — 100 000 рублей
1. Симонов Константин (Кирилл) Михайлович — за пьесу «Русский вопрос» (1946)

Вторая степень — 50 000 рублей
1. Якобсон, Аугуст Михкелевич — за пьесу «Жизнь в цитадели» (1946)